# 4. divize tankových granátníků SS „SS-Polizei“
4. SS-Panzergrenadier Division „SS-Polizei“ byla jedna z 38 divizí Waffen-SS, která bojovala ve druhé světové válce.

## Historie
Divize „SS-Polizei“ byla zformována v září roku 1940 ze členů Ordnungspolizei a jejím prvním velitelem se stal Generalleutnant der Polizei Michal Rindt. Byla použita během invaze do Polska[rozpor] a poté byla přesunuta do Francie, kde působila jako záložní jednotka na Maginotově linii. Během Operace Barbarossa v roce 1941, kdy Německo zahájilo svou invazi do SSSR, byla divize „SS-Polizei“ zapojena do bojů v severním sektoru východní fronty. Později se účastnila postupu na Leningrad a rovněž i bitvy u Ladožského jezera.
V roce 1943 byla převelena do Řecka, kde se účastnila protipartyzánských akcí. Později se stejných akcí účastnila i v Rumunsku a Jugoslávii. Poté se dala na ústup před Rudou armádou a stáhla se přes Maďarsko, Slovensko a Československo až do Polska, kde byla z přístavu Gdaňsk evakuována po moři. Naposledy se účastnila pod velením SS-Oberführera Waltera Harzera bojů na řece Odře, než se 8. května 1945 vzdala americkým jednotkám poblíž města Wittenberge.

## Válečné zločiny
Dne 10. června roku 1944 vojáci ze SS-Panzergrenadier Regiment 7 zavraždili 218 civilistů v řecké vesnici Distomo jako odplatu za útoky partyzánů poblíž vesnice.

## Velitelé
Vrchní velitelé divize
- Generalleutnant der Polizei Konrad Hitschler 	(1. září 1940 – 8. září 1940)
- SS-Obergruppenführer Karl von Pfeffer-Wildenbruch (8. září 1940 – 10. listopad 1940)
- SS-Gruppenführer Arthur Mülverstadt (10. listopad 1940 – 8. srpen 1941)
- SS-Obergruppenführer Walter Krüger (8. srpen 1941 – 15. prosinec 1941)
- Generaloberst der Polizei Alfred Wünnenberg (15. prosinec 1941 – 17. duben 1943)
- SS-Brigadeführer Fritz Freitag (17. duben 1943 – 1. červen 1943)
- SS-Brigadeführer Fritz Schmedes (1. červen 1943 – 18. srpen 1943)
- SS-Brigadeführer Fritz Freitag (18. srpen 1943 – 20. říjen 1943)
- SS-Oberführer Friedrich-Wilhelm Bock (20. říjen 1943 – 19. duben 1944)
- SS-Brigadeführer Jürgen Wagner (19. duben 1944 – ? květen 1944)
- SS-Oberführer Friedrich-Wilhelm Bock (? květen 1944 – 7. květen 1944)
- SS-Brigadeführer Herbert-Ernst Vahl (7. květen 1944 – 22. červenec 1944)
- SS-Standartenführer Karl Schümers (22. červenec 1944 - 16. srpen 1944)
- SS-Oberführer Helmuth Dörnder (16. srpen 1944 – 22. srpen 1944)
- SS-Brigadeführer Fritz Schmedes (22. srpen 1944 – 27. listopad 1944)
- SS-Oberführer Walter Harzer (27. listopad 1944 – 1. březen 1945)
- SS-Standartenführer Fritz Göhler (1. březen 1945 – ? březen 1945)
- SS-Oberführer Walter Harzer (? březen 1945 – 8. květen 1945)

Náčelníci štábu divize
- SS-Obergruppenführer Walter Krüger (1. srpen 1940 – 10. srpen 1940)
- SS-Oberführer Nikolaus Heilmann (10. srpen 1940 – 21. červen 1941)
- Major Reimann (21. červen 1941 – ? 1942)
- SS-Obersturmbannführer Erich Braun (24. únor 1943 – ? duben 1943)
- SS-Sturmbannführer Walter Blume (? duben 1943 – ? červenec 1943)
- SS-Standartenführer Rüdiger Pipkorn (? červenec 1943 – ? říjen 1943)
- SS-Hauptsturmführer Helmut Kordts (? říjen 1943 – 1. leden 1944)
- SS-Obersturmbannführer Wilhelm Radtke (1. červenec 1944 – ? 1945)
- Major Otto Kleine (? 1945 – ? 1945)

Proviantní důstojníci
- Major Hans Traupe
- Major Edmund Oeljnik
- SS-Sturmbannführer Johannes Oltermann

## Oblasti operací
- Německo (září 1939 – květen 1940)[rozpor]
- Lucembursko, Belgie a Francie (květen 1940 – červen 1941)[rozpor]
- Východní fronta, severní sektor (červen 1941 – květen 1943)
- Československo, Polsko (květen 1943 – leden 1944)
- Řecko (leden 1944 – září 1944)
- Jugoslávie, Rumunsko (září 1944 – říjen 1944)
- Maďarsko (říjen 1944 – prosinec 1944)
- Československo, východní Německo (prosinec 1944 – květen 1945)

## Početní stavy divize
| Měsíc    | Rok  | Počet  |
| -------- | ---- | ------ |
| červen   | 1941 | 17 347 |
| prosinec | 1942 | 13 399 |
| prosinec | 1943 | 16 081 |
| červen   | 1944 | 16 139 |
| prosinec | 1944 | 9 000  |

## Složení divize v roce 1939[rozpor]
- Polizei-Infanterie-Regiment 1 (1. pěší policejní pluk)
- Polizei-Infanterie-Regiment 2 (2. pěší policejní pluk)
- Polizei-Infanterie-Regiment 3 (3. pěší policejní pluk)
- Polizei-Panzerabwehr-Abteilung (Policejní oddíl protitankové obrany)
- Polizei-Pionier-Bataillon (Policejní ženijní prapor)
- Polizei-Radfahr-Kompanie (Policejní cyklistická rota)
- Artillerie-Regiment 300 (300. pluk dělostřelectva)
- Nachrichten-Abteilung 300 (300. zpravodajský oddíl)
- Versorgungstruppen 300 (300. zásobovací četa)

## Pozdější složení divize
- SS-Panzergrenadier Regiment 7 (7. pluk pancéřových granátníků SS)
- SS-Panzergrenadier Regiment 8 (8. pluk pancéřových granátníků SS)
- SS-Artillerie Regiment 4 (4. pluk dělostřelectva SS)
- SS-Sturmgeschütz Batterie 4 (4. baterie útočných děl SS)
- SS-Panzer-Abteilung 4 (4. pancéřový oddíl SS)
- SS-Panzerjäger-Abteilung 4 (4. oddíl stíhačů tanků SS)
- SS-Flak-Abteilung 4 (4. oddíl protiletecké obrany SS)
- SS-Nachrichten-Abteilung 4 (4. zpravodajský oddíl SS)
- SS-Panzer-Aufklärungs-Abteilung 4 (4. průzkumný pancéřový oddíl SS)
- SS-Pionier-Batallion 4 (4. ženijní prapor SS)
- SS-Divisions Nachschub-Abteilung 4 (4. oddíl divizního zásobování SS)
- SS-Panzer-Instandsetzungs-Abteilung 4 (4. pancéřový opravářský oddíl SS)
- SS-Wirtschafts-Batallion 4 (4. hospodářský prapor SS)
- SS-Sanitäts-Abteilung 4 (4. sanitní oddíl SS)
- SS-Polizei-Veterinär-Kompanie 4 (4. policejní veterinární rota SS)
- SS-Kriegsberichter-Zug 4 (4. oddíl válečných zpravodajů SS)
- SS-Feldgendarmerie-Trupp 4 (4. četa polního četnictva SS)
- SS-Feldersatz-Battillon 4 (4. náhradní prapor SS)